# K介子
在粒子物理學中，K介子（Kaon，標記為
K
)）是帶有奇異數這一量子數的四種介子的任一種。在夸克模型中含有一個奇夸克（或其反夸克），及一個上或下夸克的反夸克（或其夸克）。
自從它們在1947年被發現之後，K介子為基礎相互作用的性質提供了大量的資料。在建立粒子物理學標準模型基礎的過程中，它們有着不可或缺的角色，例如強子的夸克模型及夸克混合的理論（後者於2008年被諾貝爾物理學獎肯定）。在人類對基礎守恆定律的了解中，K介子也有着傑出的貢獻：CP破壞（一種造成大家所見的宇宙物質－反物質失衡的現象）的發現在1980年被諾貝爾物理學獎肯定，這種現象就是在K介子系統被發現的。

## 基本特性

圖為一K介子變成三個π介子（2 ， 1 ）的衰變，這過程涉及了弱與強相互作用。
弱相互作用：K介子內的奇夸克衰變成一反上夸克，並發射一玻色子；隨後玻色子衰變成一反下夸克及一上夸克。
強相互作用：一上夸克發射出一膠子，該膠子隨後衰變成一下夸克及一反下夸克。

四種K介子分別為：
1. 帶負電的
K−
（含有一個奇夸克及一個反上夸克），質量為493.667±0.013 MeV，平均壽命為(1.2384±0.0024)×10−8 s。
2. 其反粒子，帶正電的
K+
（含有一個上夸克及一個反奇夸克）的質量及壽命必須等同於
K−
（由於CPT對稱的關係）。兩者質量差為0.032±0.090 MeV，跟零一致。而壽命差則為(0.11±0.09)×10−8 s。
3. 中性（不帶電荷）的
K0
（含有一個下夸克及一個反奇夸克），其質量為497.648±0.022 MeV。其均方電荷半徑為−0.076±0.01 fm2。
4. K0
的反粒子為
K0
 （含有一個奇夸克及一個反下夸克），兩者質量一致。

從夸克模型分配可輕易看出，K介子組成兩組同位旋雙重態；也就是說它們屬於SU(2)基礎表示的2。奇異數為+1的一組包括
K+
及
K0
。而它們的反粒子組成另一組雙重態（奇異數為-1）。
| 粒子名稱 | 粒子符號 | 反粒子符號 | 內含夸克                                                                    | 靜止質量 (MeV/c2) | I   | JPC | S   | C | B' | 平均壽命 (s)         | 一般衰變產物 （>所有衰變的5%）                                 |
| -------- | -------- | ---------- | --------------------------------------------------------------------------- | ----------------- | --- | --- | --- | - | -- | -------------------- | -------------------------------------------------------------- |
| K介子    | K+       | K−         | u s                                                                         | 493.677±0.016     | 1⁄2 | 0−  | 1   | 0 | 0  | (1.2380±0.0021)×10−8 | μ+ + ν μ or π+ + π0 π+ + π+ + π− or π0 + e+ + ν e              |
| K介子    | K0       | K0         | d s                                                                         | 497.614±0.024     | 1⁄2 | 0−  | 1   | 0 | 0  | [a]                  | [a]                                                            |
| 短命K    | K0 S     | 自身       | {\displaystyle \mathrm {\tfrac {d{\bar {s}}-s{\bar {d}}}{\sqrt {2}}} \,}[b] | 497.614±0.024[c]  | 1⁄2 | 0−  | [d] | 0 | 0  | (8.953±0.005)×10−11  | π+ + π− or π0 + π0                                             |
| 長命K    | K0 L     | 自身       | {\displaystyle \mathrm {\tfrac {d{\bar {s}}+s{\bar {d}}}{\sqrt {2}}} \,}[b] | 497.614±0.024[c]  | 1⁄2 | 0−  | [d] | 0 | 0  | (5.116±0.020)×10−8   | π± + e∓ + ν e or π± + μ∓ + ν μ or π0 + π0 + π0 or π+ + π0 + π− |

[a] ^ 強本徵態。沒有確切的壽命。 

[b] ^ 弱本徵態。構成內沒有小ε的CP破壞項。 

[c] ^ 
K0
L及
K0
S的質量於上表上與
K0
無異。然而，已知
K0
L及
K0
S的質量有異，差異的大小尺度為3.5×10−12 MeV/c2。

[d] ^  由於中性粒子混合的關係，所以
K0
L及
K0
S並非奇異數的本徵態。

### 衰變

#### 中性K介子
儘管
K0
及其反粒子
K0
經由強相互作用產生，但是它們經由弱相互作用衰變。因此，在誕生後它們較適合被視為兩個有着相當不同壽命的弱本徵態：
1. 長命的K介子被稱為
K
L（K-long，長命K），主要衰變成三個π介子，其平均壽命為5.18×10−8 s。
2. 短命的K介子被稱為
K
S（K-short，短命K），主要衰變成兩個π介子，其平均壽命為8.958×10−11 s。

（見下文的中性K介子混合）
雖然其他中性味的介子也有近似的混合情況，但是只有K介子的兩種弱本徵態被視為兩種粒子，因為它們兩者的壽命差異實在很大。
1964年一實驗發現長命K很少會衰變成兩個π介子，這正是發現CP破壞的關鍵之一（見下文）。

#### 帶電荷K介子
K+
的主要衰變模式為：
| 產物      | 模式   | 分支比       |
| --------- | ------ | ------------ |
| μ+ ν μ    | 輕子   | 63.43±0.17%  |
| π+ π0     | 重子   | 21.13±0.14%  |
| π+ π+ π−  | 重子   | 5.576±0.031% |
| π+ π0 π0  | 重子   | 1.73±0.04%   |
| π0 e+ ν e | 半輕子 | 4.87±0.06%   |

## 奇異數
內量子數“奇異數”的發現，標誌着粒子物理學最令人振奮的時代的開端，即使在五十年後的今天看來，這個時代仍沒有到達終點……總的來說，實驗推動着整個發展，而大發現的到來往往都是出人意表，甚至違反了理論學者所想的預期。

—— 《CP破壞》，I·I·比吉與三田一郎著，《ISBN 0-521-44349-0》

在1947年，曼徹斯特大學G·D·羅徹斯特和克里福德·查理斯·巴特勒發表了兩輻宇宙線引發反應的雲室照片，一輻看起來是一中性粒子衰變成兩個帶電荷的π介子，另一輻看起來是一帶荷的粒子衰變成一帶電荷的π介子及一些中性的東西。新粒子的質量估算相當粗略，約為質子質量的一半。之後這種“V粒子”的個案就慢慢地湧現。
加州理工學院取得最早的突破，他們為了得到更佳的宇宙線接收，而把雲室運上了威爾遜山。在1950年，他們報告了30個帶電荷及4個中性的V粒子。受這個所啟發，往後幾年的很多觀測都在山頂上進行，而1953年之前，所用的詞彙如下：“L介子”指的是μ子或π介子。“K介子”指的是質量介乎π介子及核子間的粒子；而“超子”指的質量比核子大的粒子。
K介子與超子的衰變非常慢；一般大小尺度為10−10 s。然而，在π介子－質子反應所生產出的這些粒子的衰變則要快得多，時間大小尺度為10−23 s。這個不協調問題由亞伯拉罕·派斯所解決，他設定了一個新的量子數的叫奇異數，在強相互作用下守恆，但在弱相互作用下則不守恆。由於奇夸克及其反粒子一起的“相伴產生”，所以出現很大量的奇異粒子。奇異數很快就被指出它不是一個乘法量子數，因為如果是的話，奇異數會允許一些未被當時新的同步加速器所觀測到的反應；布魯克哈芬國家實驗室在1953年，勞倫斯伯克利國家實驗室在1955年被委託製作同步加速器。

## 宇稱不守恆
帶電荷的奇介子有兩種衰變模式：
| Θ+ | → | π+ + π0      |
| τ+ | → | π+ + π+ + π− |
由於兩種衰變的終態具有不同的宇稱，所以科學家們認為兩種初態應該為不同種類的粒子，因此是兩種有區別的粒子。但是，在愈來愈準確的測量下，都沒有發現兩者之間的質量與壽命有甚麼差別，由此顯示它們是同一種粒子。這個問題被稱為τ－Θ問題。直到發現弱相互作用的宇稱不守恆才被解決。由於介子通過弱相互作用衰變，宇稱並不需要守恆，因此兩種衰變可能由同一種粒子引起，也就是現在的
K+
。

## 中性介子振蕩中的CP破壞
儘管宇稱不守恆，電荷－宇稱對稱在一開始時是被認為是守恆的。要明白CP破壞的發現，就必須明白中性K介子的混合；這個現象的發生並不需要CP破壞，但是就是在這個背景下第一次測量到CP破壞。

### 中性K介子混合

兩種不同的中性K介子，有着不同的奇異數，但就可以通過弱相互作用來互相變換，這是因為弱相互作作用並不守恆奇異數。內的奇夸克變成一下夸克，接着放射出兩個相反電荷的W玻色子。內的反下夸克則通過吸收W玻色子而變成一奇夸克。

由於中性K介子帶有奇異數，它們不能互為對方的反粒子。所以一定有兩種不同的K介子，兩者奇異數的差為兩個單位。問題是如何得知這兩種介子的存在。而答案用到一種現象叫中性粒子振蕩，在這種現象中兩種介子會通過弱相互作用互相變換，過種中弱相互作用會導致它們衰變成π介子（見右圖）。
這些振蕩最早由默里·蓋爾曼與亞伯拉罕·派斯共同研究。他們研究過相反奇異數態在CP不變下隨時間的演化。用矩陣形式寫法如下
{\displaystyle \psi (t)=U(t)\psi (0)={\rm {e}}^{iHt}{\begin{pmatrix}a\\b\end{pmatrix}},\qquad H={\begin{pmatrix}M&\Delta \\\Delta &M\end{pmatrix}}}
其中ψ為系統的量子態，由兩個基態（在時間t=0時為a及b）的波輻共同決定。哈密頓矩陣對角線上的元（M）是守恆奇異數的強相互作用物理所引起的後果。兩個對角線元必須相等，因為在沒有弱相互作用的情況下，粒子與其反粒子的質量相等。不在對角線上的元（Δ），負責混合相反的奇異粒子，它們是由弱相互作用所引起的；CP對稱要求它們全部都是實數。
矩陣H為實數的後果是，這兩種態的概率會永恆地來回振蕩。然而，假若矩陣的任何部份為虛數，就像CP對稱所禁止的那樣，那麼整個組合的一部份會隨時間而縮減。縮減的部份可以是一個分量(a)或另一個(b)，或是兩者的混合。

#### 混合
把矩陣對角化後可得本徵態。這樣會產生新的本徵向量，我們可以把它叫做K1，它是兩相反奇異數態的總和，而K2則是兩態間的差。K1及K2為CP的本徵態，兩者有着相反的本徵量；K1的CP為+1，而K2則為-1。由於二π介子系統的CP也是+1，所以K1可以這樣衰變。而K2則必須衰變成三個π介子。由於K2的質量只比三個π介子加起來大一點點，所以衰變過程非常緩慢，大概比K1衰變成兩個π介子慢600倍。這兩種不同的衰變模式由利昂·萊德曼及其同事於1956年觀測到，並確立了中性K介子兩個弱本徴態（在弱相互作用下，有着特定衰變壽命的態）的存在。
這兩個弱本徵態被稱為
K
L（長命K）及
K
S（短命K）。在假定CP對稱的情況下，
K
S=K1，
K
L=K2。

#### 振蕩
一初態為
K0
的粒子束，會在傳播時變成自己的反粒子，而反粒子又會變回原來的粒子，如此類推。這就是粒子振蕩。在觀測弱相互作用衰變成輕子時，發現
K0
總是衰變成電子，而反粒子
K0
則總是衰變成正電子。前文的分析提到純
K0
及反粒子
K0
的粒子源，與電子與正電子生產率的關係。分析這種半輕子衰變的時間演化，可以發現有振蕩現象，並且能夠得悉
K
S及
K
L間的質譜分裂。由於這是由弱相互作用引起的，質譜分裂非常小，約為每一態質量的10−15倍。

#### 再生
一束中性K介子在飛行中衰變，因此短命的
K
S就此消失，剩下一束純
K
L。假設這束粒子被射進物質裏，那麼
K0
及其反粒子
K0
就會與原子核有着不同的相互作用。
K0
與核子產生準彈性散射，而反粒子
K0
則有可能產生超子。由於兩個部份與核子有着不同的相互作用，兩粒子間失去了原有的量子同調。
不久之後，羅伯特·艾德爾與同事們報告
K
S的再生比預期多，就此開啟了歷史的新篇章。

### CP破壞
在核實艾德爾的結果時，布魯克海文國家實驗室的詹姆斯·克羅寧與瓦爾·菲奇於1964年發現
K
L衰變成兩個π介子（CP=+1）。根據前文的解釋，要上述衰變成立，就必須假設初態及終態的CP值不一樣，因此他們馬上提出了CP破壞。其他解釋，例如非線性量子物理及未被觀測到的新粒子，在不久後就被排除，剩下的CP破壞就是唯一的可能性。克羅寧與菲奇因這個發現而於1980年了榮獲諾貝爾物理學獎。
事實上，儘管
K
L及
K
S為弱本徵態（因為它們有各自不變的衰變平均壽命，而衰變就是由弱相互作用所引起的），但是它們並不太是CP本徵態。取而代之的是，在ε很小的情況下（在一個重整化以內），

K
L = K2 + εK1
而
K
S也是相近的情況。因此有些時候
K
L 衰變時CP=+1，而同樣地
K
S 可以有CP=-1的衰變。這就是間接CP破壞，由
K0
 及其反粒子混合所造成的CP破壞。同時有一種直接CP破壞，也就是在衰變過程當中的P破壞。因為混合與衰變都是由W玻色子的同一種相互作用所造成，所以存在兩種CP破壞，也是因為這樣才會有CKM矩陣所預測的CP破壞。

## 另見
- 強子、介子、超子及味
- 奇夸克及夸克模型
- 宇稱、電荷共軛、時間反轉對稱、CPT對稱及CP破壞
- 中微子振蕩